# کازوهارو ایشیدا
کازوهارو ایشیدا (انگلیسی: Kazuharu Ishida؛ زادهٔ ۸ آوریل ۱۹۴۸) کشتی‌گیر اهل ژاپن بود.